# Proton S70
Proton S70 — субкомпактный автомобиль, выпускаемый малайзийской компанией Proton Edar Sdr Holding с 2023 года. Является преемником Proton Prevé.

## Описание
Производство автомобиля Proton S70 началось 1 ноября 2023 года, а продажи — 20 ноября 2023 года. Базовой моделью стала Geely Emgrand IV.
По малазийским меркам, автомобиль относится к сегменту B, а по европейским — к сегменту C. Сборка организована в Пераке.
Конкурентами являются японские модели Honda City и Toyota Vios.